# Mihimania II〜コレクション アルバム〜
『mihimania II〜コレクション アルバム〜』（ミヒマニア ツー コレクション アルバム）は、mihimaru GTの2作目のコレクションアルバム。2008年11月19日リリース。

## 概要
- 11thシングル「いつまでも響くこのmelody／マジカルスピーカー」から18thシングル「泣き夏」までの、アルバム未収録となるカップリング曲を集めたコレクションアルバムである。
- 新曲の代わりに「So Merry Christmas」のリミックスバージョンを収録している。
- このアルバムは前作の『mihimania〜コレクション アルバム〜』が10万枚限定生産なのに対し、売り上げは5万枚とやや少なめであったため、期間限定生産にしている。
- 順位は16位と、前作より大幅に下回った。

## 収録曲
1. Future Language
12thシングル「かけがえのない詩」のカップリング曲。
2. Together
14thシングル「俄然Yeah!」のカップリング曲。
3. 幸せなトキ
11thシングル「いつまでも響くこのmelody／マジカルスピーカー」通常盤のカップリング曲。
4. BOW WOW SYSTEM GO
17thシングル「ギリギリHERO」のカップリング曲。
5. 恋の確率変動
18thシングル「泣き夏」のカップリング曲。
6. Wassyoi!! 〜feat. 古坂大魔王〜
13thシングル「パンキッシュ☆」のカップリング曲。
7. ビバケーション
14thシングル「俄然Yeah!」のカップリング曲。
8. So merry Christmas 〜WINTER BREEZE REMIX〜
ボーナストラック。4thシングル「H.P.S.J.-mihimaru Ball MIX-／So Merry Christmas」の2曲目の別バージョンである。